# Юруково
Ю́руково (болг. Юруково) — село в Благоєвградській області Болгарії. Входить до складу громади Якоруда.

## Населення
За даними перепису населення 2011 року у селі проживали 1187 осіб.
Національний склад населення села:
| Національність   | Кількість осіб | Відсоток |
| ---------------- | -------------- | -------- |
| турки            | 496            | 68,7%    |
| болгари          | 220            | 30,5%    |
| Всього відповіли | 722            |          |

Розподіл населення за віком у 2011 році:
Динаміка населення: